# Govĭsümber
Govĭsümber (Говьсүмбэр, em mongol) é uma província da Mongólia. Sua capital é Choyr.